# 呼吸暂停低通气指数
呼吸暂停低通气指数（英語：Apnea–Hypopnea Index，AHI）又称睡眠呼吸中止指數，是每小时睡眠时间内呼吸暂停加低通气的次数。呼吸暂停低通气指数是一個用來表示睡眠呼吸暂停的嚴重程度的數值。

## 意義
這個指標的意思是每個小時中出現的呼吸暫停和呼吸道狹窄所導致的低度通氣量的次數。
呼吸暫停必須持續至少十秒鐘而且與血氧濃度降低有關。
同時考慮AHI和低血氧飽和度（血液中的氧氣濃度偏低），則可以得到一個全面的睡眠呼吸暫停的嚴重程度。

## 計算
AHI = 睡眠過程中出現的睡眠呼吸暫停次數 ÷ 睡眠的長度(小時)

## 正常範圍

### 成人
在睡眠報告中，成人之AHI的正常範圍界定為：
- 正常： AHI<5
- 輕度睡眠呼吸暫停： 5≤AHI<15
- 中度睡眠呼吸暫停： 15≤AHI<30
- 重度睡眠呼吸暫停： AHI≥30

### 兒童
基於不同的生理學，所以兒童的AHI只要大於1 (AHI>1) 即屬於不正常。

## 备注
1. ↑  呼吸紊乱指数（respiratory disturbance index, RDI）是另一项评估的指数，RDI = 呼吸暂停 + 低通气 + 呼吸努力相关微觉醒事件次数/总睡眠小时数。

## 文獻
1. ↑  . med.harvard.edu. Harvard Medical School, Harvard University.   [5 September 2014]. （原始内容存档于2021-01-12）.
2. ↑  Ruehland WR, Rochford PD, O'Donoghue FJ, Pierce RJ, Singh P, Thornton AT. . Sleep. 1 February 2009, 32 (2): 150–7. PMC 2635578 . PMID 19238801.
3. ↑  . aafp.org. American Academy of Family Physicians（英语：American Academy of Family Physicians）.   [11 October 2016]. （原始内容存档于2020-09-30）.